# Paul Joseph Corta
Vous lisez un « bon article » labellisé en 2024.
Pour les articles homonymes, voir Corta.
Paul Joseph Corta, né le 6 février 1837 à Dax et mort le 12 avril 1900 à Tercis-les-Bains, est un artiste peintre, militaire et propriétaire terrien français.
Issu d'une famille originaire du pays basque espagnol intégrée à la haute aristocratie landaise, il abandonne ses études à dix-huit ans pour intégrer l'armée. Il participe à la conquête de l'Algérie, à la campagne d'Italie et à la guerre franco-allemande de 1870, pendant laquelle il est fait prisonnier. Il demeure six mois en captivité en Thuringe. À son retour, il est fait chevalier de la Légion d'honneur.
Peu après sa libération, il quitte l'armée et s'installe comme propriétaire terrien rentier dans le département français des Landes. Il avait hérité de nombreuses propriétés et terrains à la mort de son père juste avant la guerre. Il fait construire la tour Corta à Capbreton et le château Lartigue à Tercis-les-Bains, village dont il est maire pendant quinze ans.
Artiste peintre amateur, il réalise des portraits, des scènes religieuses, des scènes de genre, des natures mortes et des paysages. Deux de ses tableaux sont recensés par l’inventaire général du patrimoine culturel : Mise au tombeau (1871) et La Transfiguration (1891).

## Biographie

### Famille
Paul Joseph Corta naît le 6 février 1837 dans les Landes,,, à Angoumé, ou à Dax. Il est le petit-fils de Domingo de Corta, né en 1750 à Aramaio, dans le pays basque espagnol, ayant fait fortune au Mexique et installé à partir de 1793 à Bayonne puis à Dax. Le 8 novembre 1802, ce dernier achète le domaine du Peyret, deux fermes et onze métairies à Tercis-les-Bains. Habitant à Dax, il en fait sa demeure d'été.
Il épouse Rose Maria de Echeandia avec qui il a quatre enfants, dont Celedonio, Charles et Paul Polycarpe. Le deuxième devient sous-préfet de Dax, député puis sénateur. Il épouse Julie Bertrand-Geoffroy, fille aînée de Joseph Bertrand-Geoffroy, maître des forges d'Abesse et Poustagnac à Dax, et maire de Saint-Paul-lès-Dax originaire des Ardennes belges. De cette union naissent cinq enfants : Adolphe, Paul Joseph, Inès Clémence (qui n'atteint pas l'âge adulte), René et Léonie.

### Jeunesse et études (1837-1855)
La jeunesse de Paul Joseph Corta est rythmée par la carrière politique de son père : il est successivement membre du conseil municipal de Dax, sous-préfet de Dax, président du conseil général des Landes, député puis sénateur. La famille vit entre Paris et les Landes. En vacances dans les Landes, Paul Joseph Corta loge dans le domaine familial du Peyret ; il y découvre la campagne et y apprend le gascon auprès des employés de ses parents. Il pratique le dessin dès son enfance. Sa mère meurt le 7 septembre 1852, alors qu'il n'a que quinze ans. Son éducation est alors assurée, lors des nombreuses absences de son père, par ses deux oncles, célibataires et sans enfant. Il passe son baccalauréat à Paris, puis intègre en 1854 l'École centrale des arts et manufacture,.

### Carrière militaire (1855-1872)
En 1855, il abandonne ses études et intègre volontairement, en tant que simple soldat, le 39e régiment d'infanterie de ligne stationné à Paris, dans l'espoir de voyager. Il le quitte en 1857 pour rejoindre le 1er régiment de tirailleurs algériens, engagé en Kabylie. Il participe à plusieurs affrontements, dont une opération visant à mater une rébellion en mai 1857 et la prise de Souk-el-Arba. Entre les combats, il effectue de nombreux croquis, dont un intitulé Le Turco. En février 1858, son unité quitte la Kabylie pour le Sahara algérien et se fixe dans l'oasis de Laghouat. Début 1859, elle est appelée en renfort pour la campagne d'Italie, et Paul Joseph Corta combat lors des batailles de Turbigo, de Magenta et de Solférino. Il est nommé sergent fourrier le 17 juin et retourne en Kabylie le 16 août, où il est affecté à des tâches administratives (logement, entretien de la cavalerie). Basé près de Tiaret à partir du 9 avril 1860, il effectue de nombreux dessins : un campement de Berbères, un Portrait de Baba Omar et plusieurs croquis de lions.
Trois compagnies de tirailleurs algériens, dont fait partie Paul Joseph Corta, sont chargées d'une mission de pacification au Sénégal. Elles se dirigent vers le port de Mers el-Kébir à partir du 26 novembre 1860, et embarquent à bord de L'Yonne le 5 décembre. Le navire fait escale à Gibraltar, passe au large des îles Canaries et atteint Saint-Louis après vingt jours en mer. À partir du 1er janvier 1861, les tirailleurs interviennent en Casamance, au Sine Saloum et au Cayor.
En fin d'année, ils reviennent en Algérie et Paul Joseph Corta obtient une longue permission en février 1862. Il rentre dans les Landes, à Angoumé, où il retrouve sa famille et notamment ses deux oncles, mais pas sa sœur, qui vit chez leur père à Paris. Cette dernière lui envoie une lettre pour lui commander un tableau représentant saint Joseph. Pendant son congé, il passe du temps avec sa famille et avec des notables locaux, participe à des fêtes. En 1864, il est nommé sous-lieutenant de la garde impériale à Saint-Cloud. Là bas, il passe le temps en écrivant des lettres à sa famille et en réalisant des dessins, dont l'autoportrait Paul Corta en tenue d'officier et Portrait de René [son frère] signé Paul. René meurt le 28 août 1865, à vingt-deux ans.
En août 1870, Paul Joseph Corta est promu au grade de lieutenant au sein du 4e régiment de voltigeurs de la Garde impériale. Il est en garnison à Paris au commencement de la guerre franco-allemande. Il participe aux batailles de Mars-la-Tour et de Ladonchamps, puis son unité se replie à Paris pour défendre la ville assiégée. Entre le 27 août et le 28 septembre, il envoie trois lettres à Léonie, dans lesquelles il décrit les pénuries et le déroulement des combats. Il est fait prisonnier début octobre au Bourget. Il rejoint la gare de Château-Thierry en marche forcée, puis effectue un voyage de huit jours dans un wagon à bestiaux jusqu'à Erfurt, capitale de la Thuringe,. Dans des lettres à sa sœur passant par la censure allemande, il décrit le froid et les conditions de détention,. En tant qu'officier, sa condition est très différente de celle des simples soldats, internés dans un camp ; il est prisonnier sur l'honneur : il peut conserver son sabre, vit chez l'habitant, doit respecter un couvre-feu, est assigné à résidence et doit se présenter deux fois par semaine aux autorités allemandes. Il reçoit une demi-solde de captivité de 45 francs par mois. Il soupe pour un franc par jour à l'auberge Reinacherhof et passe le temps en se promenant et en pratiquant la peinture à l'huile. Il est libéré après six mois de détention, en avril 1871, est nommé chevalier de la Légion d'honneur en juillet et reçoit une pension de 500 francs-or par an,. Il est promu lieutenant d'infanterie en 1872, mais quitte l'armée la même année, après dix-sept ans de service actif. Devenu rentier, il s'installe alors au Peyret, à Tercis, qu'il partage avec son oncle Paul Polycarpe,.

### Héritages (1870-1885)

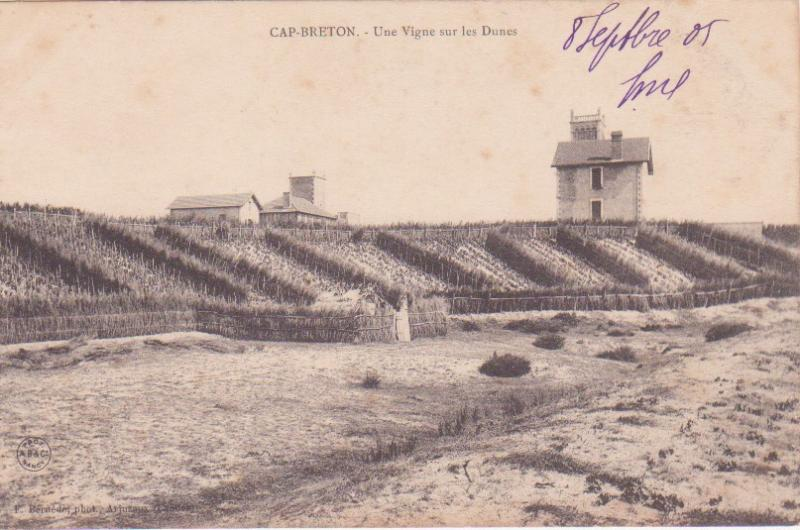
Carte postale de la tour Corta à Capbreton.

Charles Corta, retiré à Angoumé, meurt le 15 juin 1870 d'une double fluxion de la poitrine. Il lègue à Paul Joseph, Léonie et Adolphe 54 000 francs-or auxquels s'ajoutent 72 000 francs-or de biens immobiliers. Celedonio Corta meurt à son tour 26 avril 1873, suivi dans la tombe par son frère Paul Polycarpe en 1883. Leurs biens immobiliers à Tercis et Angoumé sont divisés en trois lots ; celui de Paul comprend l'intégralité des propriétés familiales sur le territoire communal de Tercis-les-Bains.
Les deux frères et la sœur héritent également de leur père chacun d'un tiers d'une parcelle de vingt ares qu'il avait achetée en 1859 dans les dunes de Capbreton. Paul Joseph rachète pour 10,30 francs les deux tiers possédés par Léonie et Adolphe. Il acquiert douze ares adjacents le 25 août 1882. Il y fait construire une maison contiguë à une tour d'observation servant également de phare de douze mètres de haut qui est nommée tour Corta, dont son neveu René de Castéra hérite à sa mort.
Adolphe, alors en campagne pour les élections législatives, meurt à Morcenx le 14 septembre 1885 et Léonie rachète sa part de l'héritage.

### Retraite (1872-1900)
Paul Joseph Corta profite de sa retraite pour voyager, tout en effectuant des croquis et des peintures des lieux qu'il visite. Il passe par le port de Granville, Mont-Dol, Saint-Malo, Dinan, la tombe de François-René de Chateaubriand et le Grand Bé lors de l'été 1872, puis la côte d'Azur, Florence, Rome et Naples, où il approfondit sa pratique du dessin, en 1873. Il effectue, à la demande de sa famille, plusieurs portraits posthumes de son père en habit de sénateur.

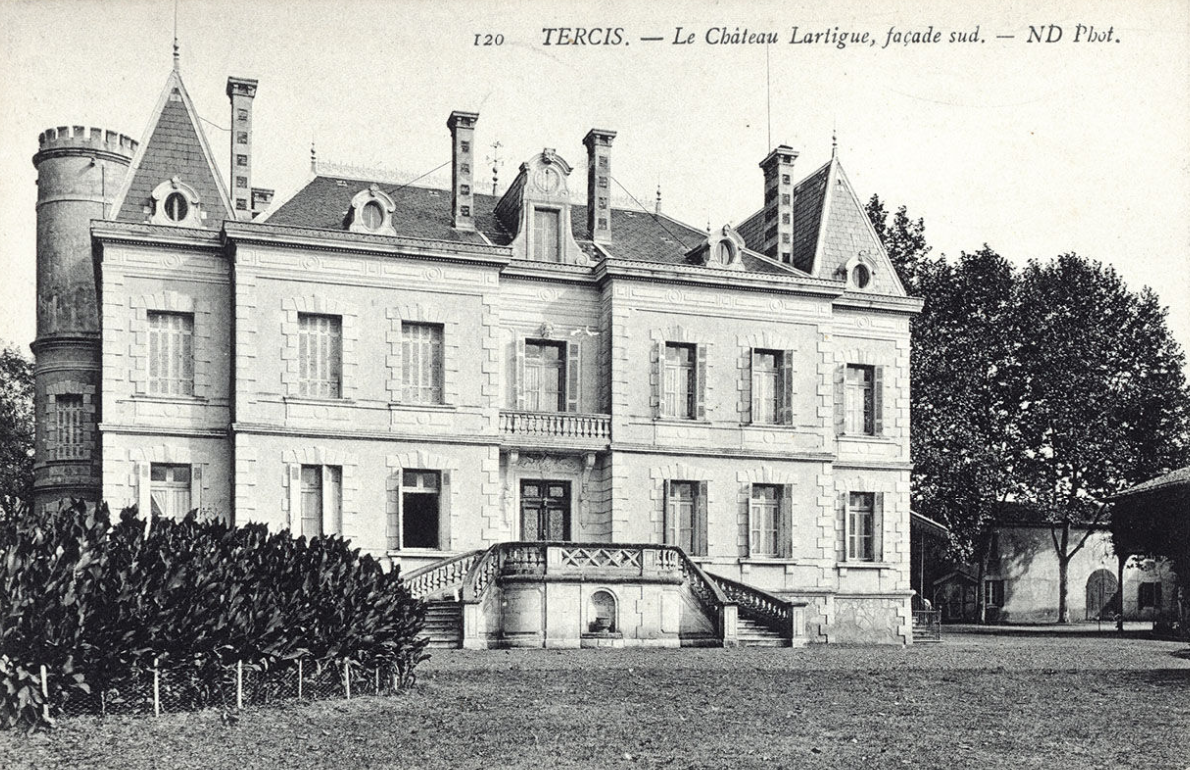
Le Château Lartigue, façade sud (carte postale, 1901-1910).

De 1884 à 1885, Paul Joseph Corta fait construire le château Lartigue, pour pouvoir y exercer son art. Pendant les travaux, il vit dans une autre propriété tercisienne, le Brouchoua. L'architecture du château, tourné vers les Pyrénées, s'inspire du style classique de l'architecte départemental Henri Depruneaux. Il sculpte lui-même la façade : un Dionysos souriant au-dessus de l'entrée principale, deux cariatides aux longs cheveux, un personnage à oreilles de chat et quatre têtes de lion. À l'intérieur, dont il exécute aussi l'intégralité des décors, on trouve son atelier, des statues, de nombreux tableaux, dont une série de personnages allégoriques représentant les cinq sens et l'imagination, une cheminée monumentale inspirée de la sculpture italienne. Elle est composée de deux éphèbes, d'angelots, de motifs végétaux. Il fait assurer le château par la compagnie La Providence pour 50 000 francs-or,. La propriété, en plus du château, comporte également des métairies, des fermes, des vignes et des vergers. Paul Joseph Corta y organise des réceptions culturelles et politiques.

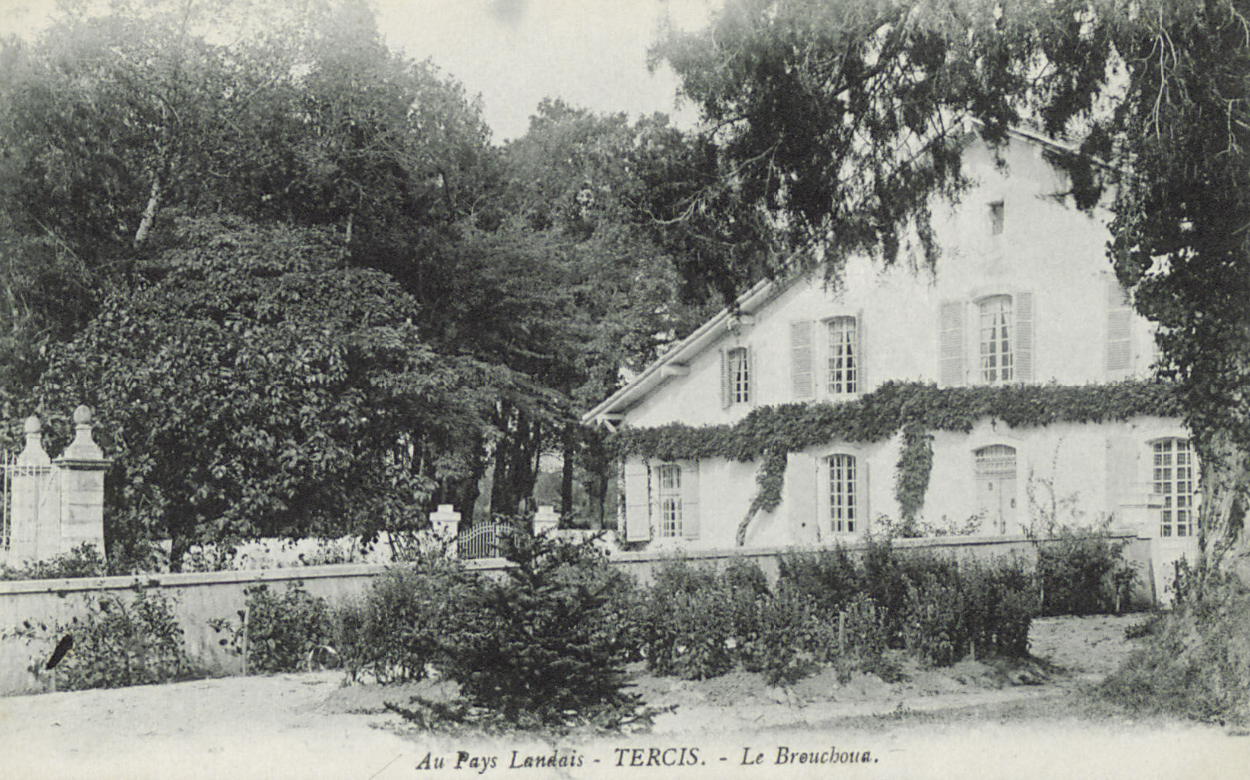
Tercis - Le Brouchoua (carte postale, 1922).

Il est élu maire de Tercis-les-Bains en 1885, succédant à Étienne-Édouard Serres. Réélu en 1888, en 1892 et en 1896, il occupe cette charge pendant quinze ans, jusqu'à sa mort. Sous sa mandature, en 1889, sont construites l'école de garçons (conformément aux lois Jules Ferry), un nouveau presbytère et la mairie du village. En 1895, le conseil municipal qu'il dirige alloue 3 400 francs pour effectuer des réparations dans l'église Saint-Pierre,. Proche du parti de l'action libérale populaire, il entretient une correspondance avec le maire de Dax et député Théodore Denis. En tant que maire, il offre des aides sociales généreuses à ses concitoyens, dont l'institutrice du village et le garde forestier. Il reçoit Louis Pasteur pour lui présenter la station thermale de Tercis ; celui-ci le remercie dans un manuscrit destiné à l'Académie des sciences. Il est l'un des premiers membres de la Société de Borda, société savante dacquoise fondée par Henry du Boucher ayant pour but l'étude du département des Landes.
Il s'implique également dans la vie locale de Capbreton. Il fonde le syndicat des propriétaires de la station balnéaire et en devient le vice-président. En 1897, sur proposition du ministère de l'Intérieur, il est nommé membre de la commission administrative du préventorium Sainte-Eugénie.
Il demeure célibataire, mais contribue à l'éducation des trois fils de sa sœur Léonie, auxquels il demeure très attaché. C'est à son neveu René qu'est destinée sa dernière lettre datée du 3 janvier 1900.

### Mort (1900)
Paul Joseph Corta meurt le 12 avril 1900 à l'âge de soixante-trois ans à Tercis-les-Bains. Le journal Le Républicain landais lui rend hommage dans le numéro du 22 avril 1900. Il est inhumé dans le cimetière municipal du village et son nom figure sur la plaque mortuaire de la famille, dans la chapelle d'Angoumé,. Après son décès, le château Lartigue est mis en vente par ses héritiers, Léonie et les fils d'Adolphe. Il est acheté avec ses métairies par Auguste Poymiro, officier, peintre et rentier pour la somme de 200 000 francs. La charge de maire de Tercis-les-Bains est reprise par Emmanuel Faugère, rentier.

## Œuvre
L'œuvre picturale de Paul Joseph Corta est fortement influencée par les peintres Achille Zo, Léo Drouyn et Adolphe Yvon, si bien que le Bénézit de 1976 le présente comme élève du premier, bien qu'il ne l'ait jamais réellement été. Son premier croquis répertorié date de 1852, alors qu'il a vingt-cinq ans et qu'il est dans l'armée. Il réalise des peintures religieuses à la demande de sa sœur dès 1863, mais ce n'est qu'à partir de sa captivité à Erfurt que sa vocation pour la peinture se confirme.
Il expose régulièrement à Paris à partir de 1877, mais sa première exposition connue a lieu le 12 mai 1879 au palais de l'Industrie ; il s'agit d'une scène de genre, Vaches à l'étable. Il utilise ses proches et ses domestiques comme modèles. En plus des peintures religieuses et des scènes de genre, il réalise des portraits (dont deux autoportraits), des paysages, des natures mortes et des caricatures. Les techniques qu'il utilise le plus sont le dessin au crayon, l'aquarelle et la peinture à l'huile. D'après Michel Lathière, « il se complaît dans l'académisme religieux le plus strict ». Il s'essaye également à l'eau-forte (plusieurs portraits), à la chalcographie et à la sculpture (les décors extérieurs et intérieurs du château Lartigue).

Peintre amateur, il expose peu et est donc assez méconnu des milieux artistiques. Il peint pour le plaisir et offre ses tableaux à sa famille ou à des amis. Il est probable qu'il n'a jamais vendu aucune de ses œuvres de son vivant. Ainsi, elles sont rares et recherchées sur le marché de l'art.

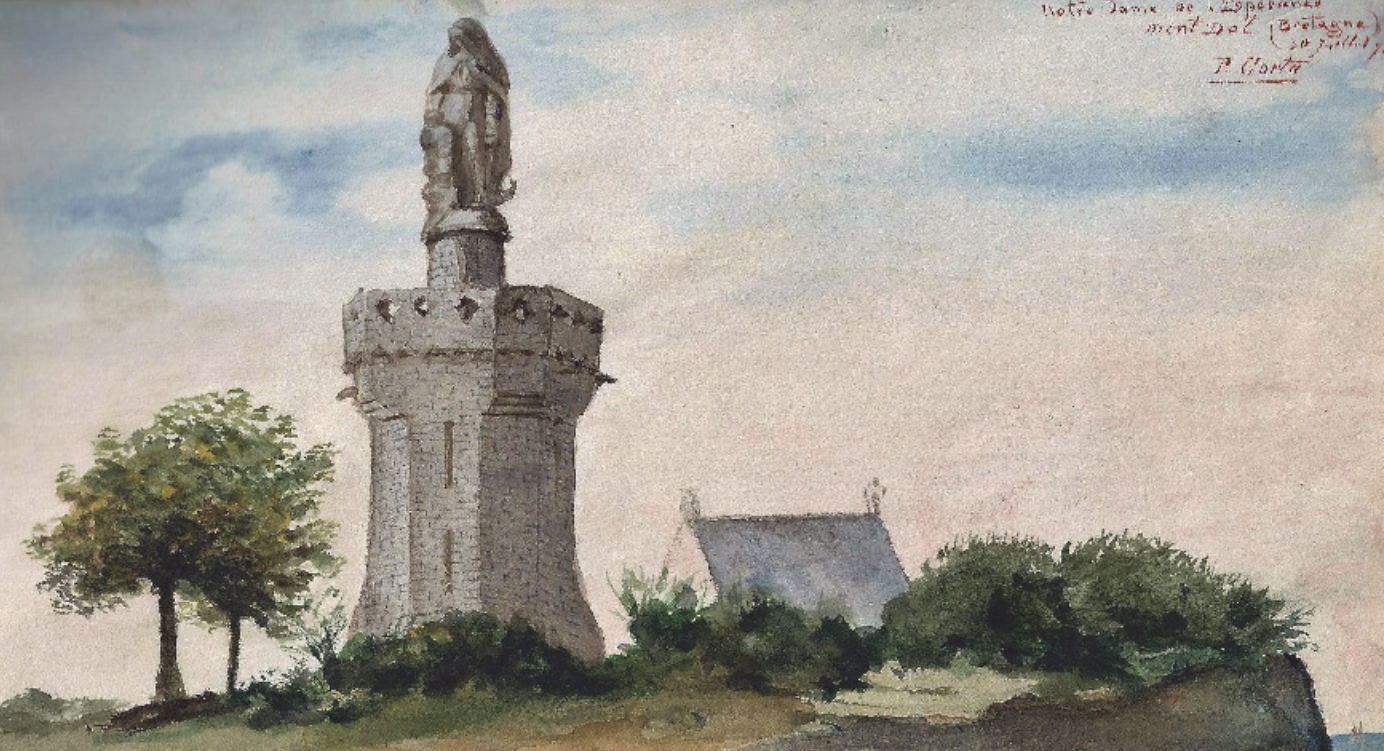
Notre-Dame de l’Espérance, Mont Dol, 1872.
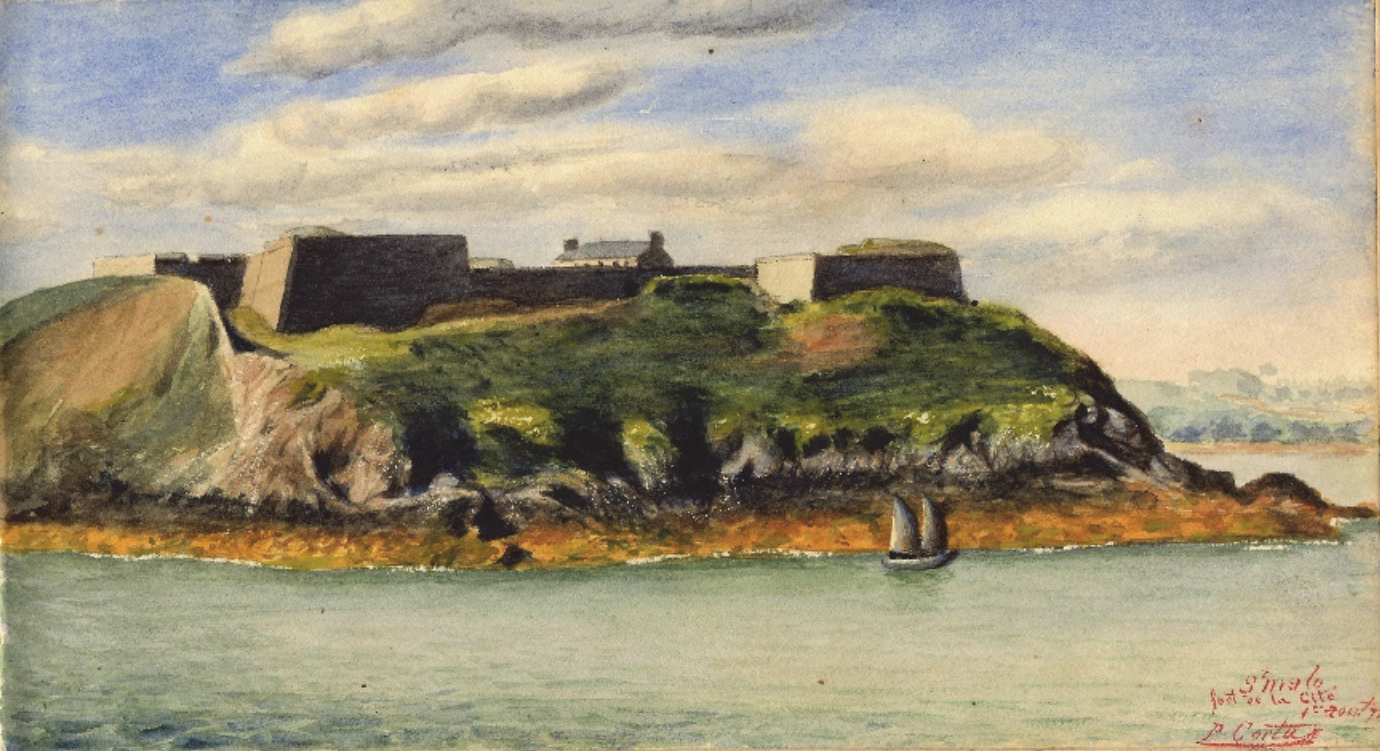
Saint-Malo, fort de la cité,1872.
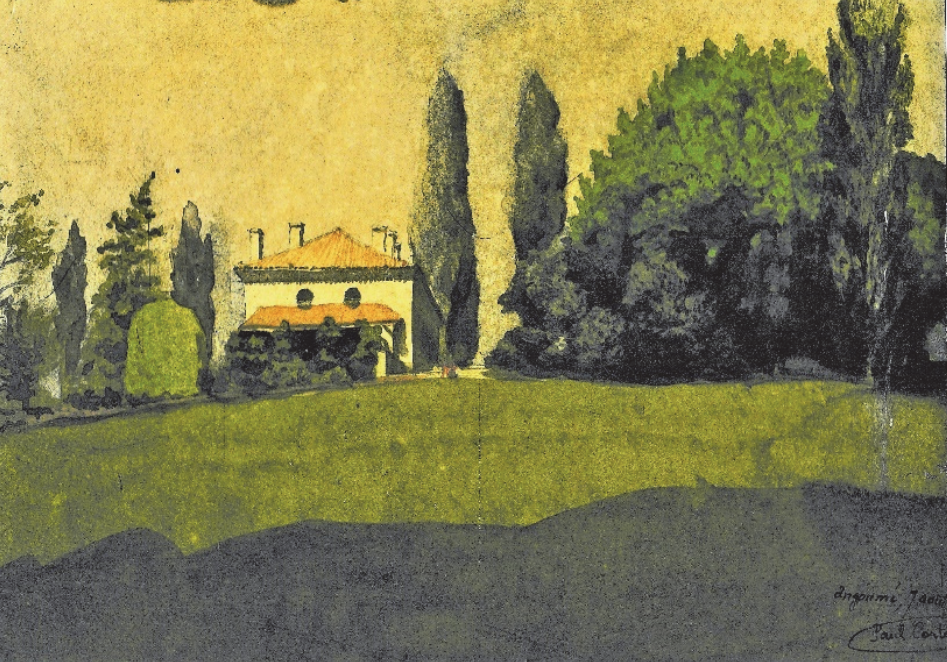
Pessicon à Angoumé, 1882.
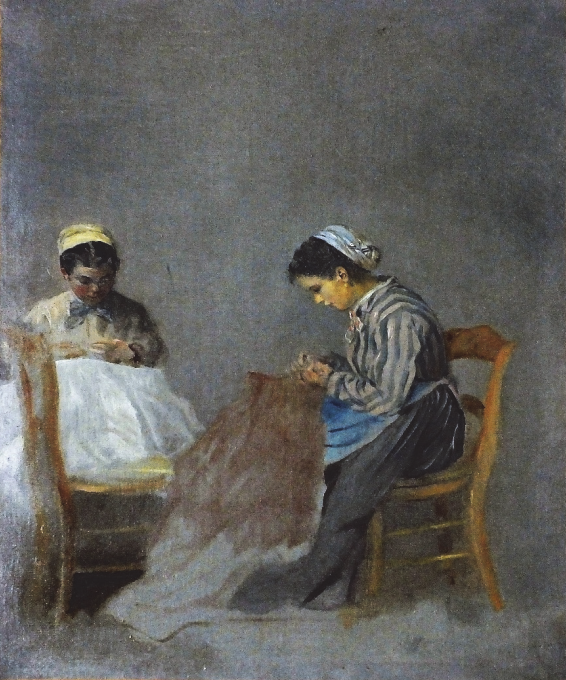
Les lingères, non daté.

### Mise au tombeau(1871)

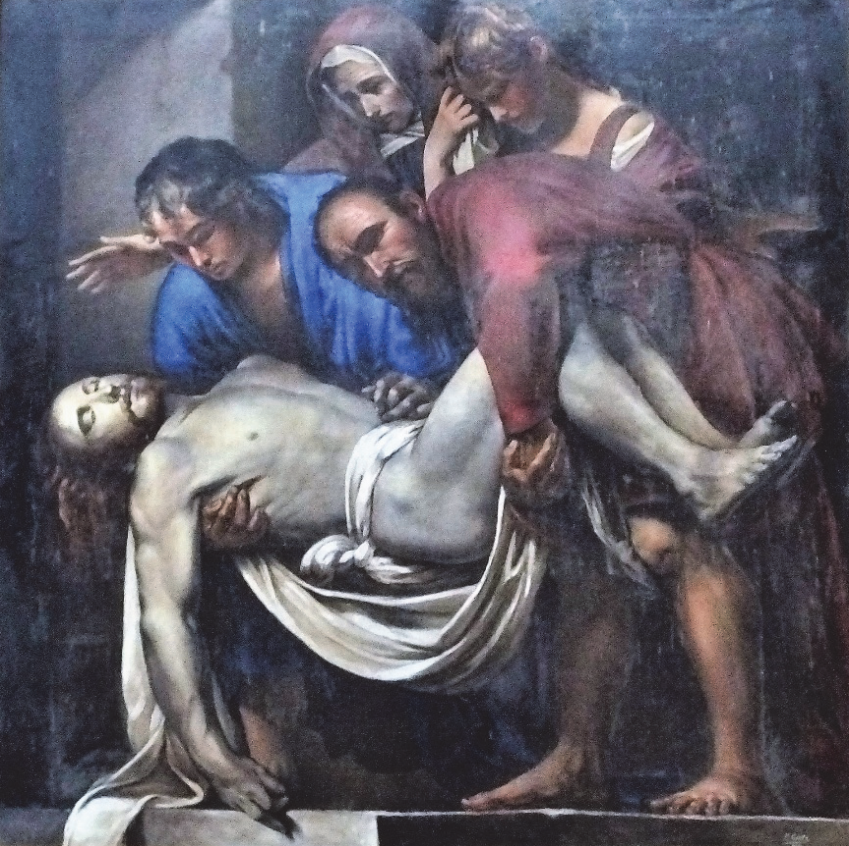
Mise au tombeau (1871), église Saint-Jean-Baptiste de Mées.

En 1871, il effectue une copie de La Mise au tombeau du Caravage pour l'église Saint-Jean-Baptiste de Mées. N'ayant jamais visité la pinacothèque vaticane où elle est conservée, il effectue cette huile sur toile à partir d'une estampe ou d'une photographie, entre son retour d'Erfurt et son voyage à Florence. Son support est une toile carrée reposant sur un châssis en croix et entourée d'un cadre en bois mouluré et doré. Ce tableau religieux représente deux événements de la passion du Christ : la mise au tombeau et la déploration du Christ. Il met en scène le cadavre de Jésus-Christ, porté par Jean et Joseph d'Arimathie, avec en arrière-plan Marie et Marie Madeleine. Plusieurs détails divergent de l'original : le format passant du rectangle (300 × 203 cm) au carré (157 × 157 cm), la troisième femme de l'arrière plan, Marie Jacobé levant les mains au ciel, disparaît, et les couleurs de plusieurs éléments (la tunique de Joseph d'Arimathie, le voile de Marie et manteau de Jean) changent radicalement,.

### La Transfiguration(1891)

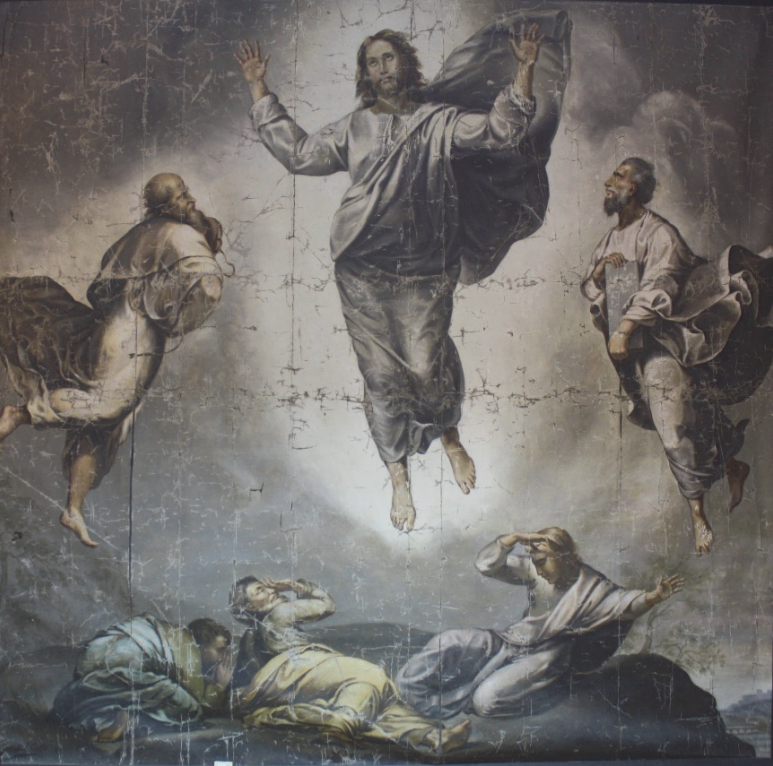
La Transfiguration (1891), église Saint-Pierre de Tercis-les-Bains.

Il fait don, en 1891 (ou en 1894) d'un autre tableau religieux à l'église Saint-Pierre de Tercis-les-Bains. Cette huile sur toile en grisaille est une copie de La Transfiguration de Raphaël, conservée également à la pinacothèque vaticane. Il n'en reprend que la moitié supérieure (sur 260 × 83 cm), qui représente la transfiguration de Jésus-Christ entouré par Moïse, Élie, Pierre, Jean et Jacques de Zébédée, omettant la scène terrestre de la guérison d'un jeune homme possédé. Probablement réalisé en 1873, ce tableau est envoyé à l'éditeur d'art Goupil & Cie, qui en fait faire plusieurs estampes par le graveur Paul Girardet. Positionnée dans le chœur de l'église, l'œuvre est mentionnée lors de inventaire de 1906 avec deux autres tableaux, comme « sans valeur ». Son cadre ayant disparu, elle est roulée dans le grenier du presbytère, puis étendue sur un des murs du rez-de-chaussée à partir de 1992. La peinture est usée, et la toile montre des traces de pliage et des craquelures,.

### Liste d'œuvres
| Année    | Titre                                  | Précisions                                                                                     |
| -------- | -------------------------------------- | ---------------------------------------------------------------------------------------------- |
| 1851     | Paysanne landaise filant la quenouille | Scène de genre exposée la même année à la Société des Amis des Arts de Bordeaux.               |
| 1863     | Saint Joseph                           | Peinture religieuse disparue destiné à la chapelle d'Angoumé.                                  |
| 1864     | La Nativité de la Vierge               | Peinture religieuse disparue autrefois exposée dans l'Église Saint-Pierre de Tercis-les-Bains. |
| 1871     | Mise au tombeau                        | Peinture religieuse exposée dans l'église Saint-Jean-Baptiste de Mées.                         |
| 1874     | Les deux lingères                      | Scène de genre. Collection particulière.                                                       |
| 1874     | L'Aurore                               | Peinture religieuse d'après Guido Reni. Collection particulière.                               |
| 1877     | Vieille paysanne des environs de Dax   | Portrait. Collection particulière.                                                             |
| 1877     | Marjolaine à la quenouille             | Portrait. Collection particulière.                                                             |
| 1879     | Vaches à l’étable                      | Scène de genre exposée le 12 mai 1879 au palais de l'Industrie.                                |
| 1880     | Portrait homme                         | Portrait. Collection particulière.                                                             |
| 1882     | Paysanne filant sa quenouille          | Portrait exposé la même année à la Société des Amis des Arts de Bordeaux.                      |
| 1882     | Une fileuse landaise                   | Portrait exposé en 1892 à l'Union artistique de Toulouse.                                      |
| 1882     | Les postiers                           | Scène de genre. Collection particulière.                                                       |
| 1882     | Le domaine d'Angoumé                   | Paysage. Collection particulière.                                                              |
| 1884     | Les trois anges                        | Peinture religieuse. Collection particulière.                                                  |
| 1885     | Les cinq sens                          | Fresques murales du château Lartigue partiellement détruites.                                  |
| 1888     | Autoportrait de Paul de Corta          | Portrait. Collection particulière.                                                             |
| 1891     | La Transfiguration                     | Peinture religieuse d'après Raphaël exposée dans l'église Saint-Pierre de Tercis-les-Bains.    |
| 1896     | Portrait du Docteur Grateloup          | Portrait conservé au musée de Borda.                                                           |
| Inconnue | Les quatre prophètes                   | Peinture religieuse disparue autrefois exposée dans la chapelle d'Angoumé.                     |
| Inconnue | Portrait de Léon Dufour                | Portrait conservé au musée de Borda.                                                           |
| Inconnue | Monsieur en redingote et chapeau       | Portrait. Collection particulière.                                                             |
| Inconnue | Nature morte, bouquet de fleurs 1      | Nature morte. Collection particulière.                                                         |
| Inconnue | Nature morte, bouquet de fleurs 2      | Nature morte. Collection particulière.                                                         |
| Inconnue | Nature morte, le lièvre                | Nature morte. Collection particulière.                                                         |
| Inconnue | Nature morte, le colvert               | Nature morte. Collection particulière.                                                         |

## Postérité
Le lotissement Paul de Corta, au nord-ouest du bourg de Tercis-les-Bains, est nommé en son honneur. Le 23 mars 2024, lors d'une journée organisée par la société de Borda, l'historien Christian Lacrouts anime une conférence à son sujet au théâtre municipal de Rion-des-Landes.